# Lípa v Želejově
Lípa v Želejově je památný strom – lípa velkolistá ve vesnici Želejov v okrese Jičín. Strom má již zcela vyhnilý střed kmene.

## Galerie

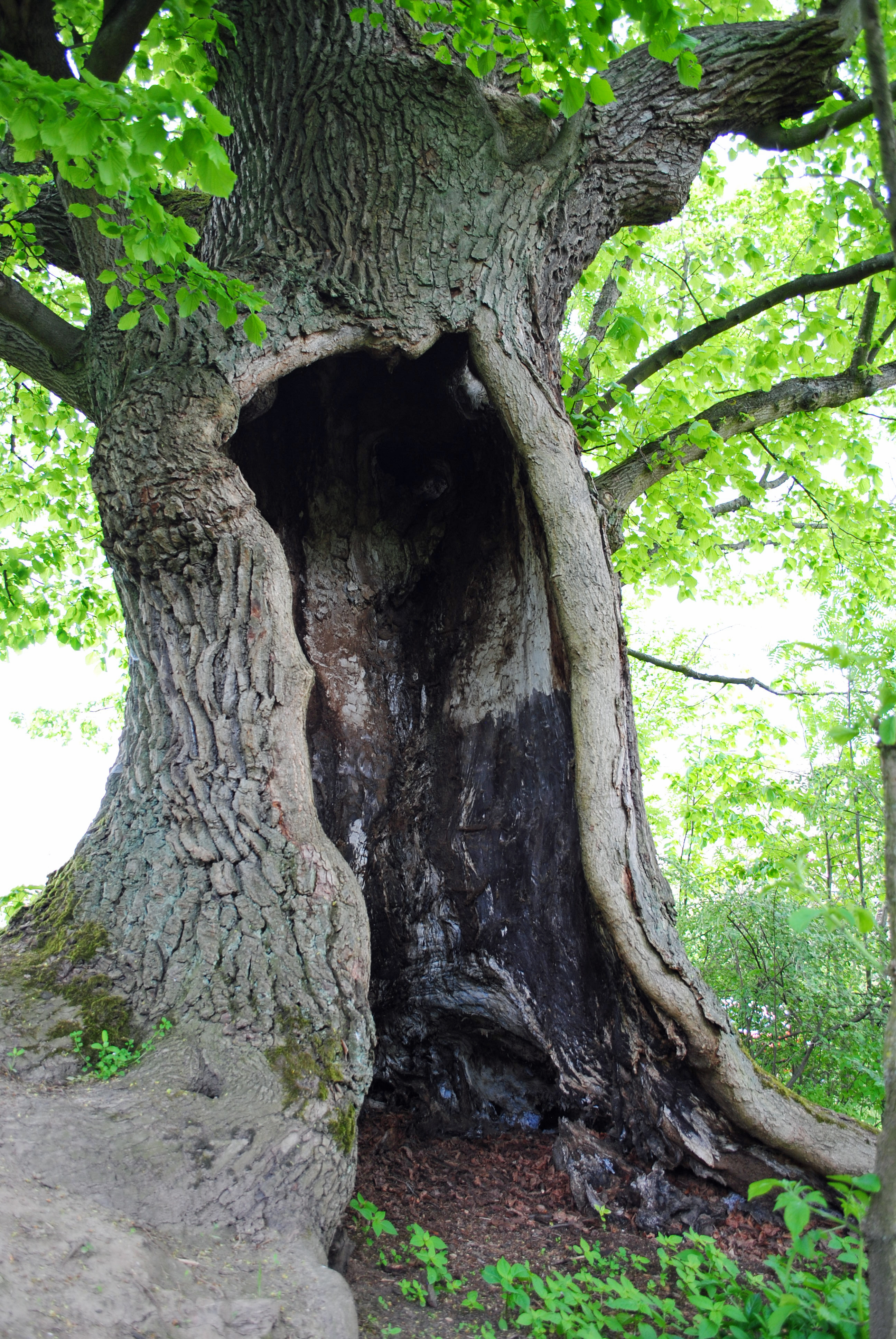
2017

## Památné a významné stromy v okolí
- Bělohradský buk
- Erbenův dub
- Lípa v Podemládí
- Svatojanský jasan
- Žižkovy duby